# Oliver McCall
Oliver McCall (* 21. April 1965 in Chicago) ist ein US-amerikanischer Schwergewichtsboxer und ehemaliger WBC-Weltmeister. McCall war außerdem über viele Jahre Sparringpartner von Mike Tyson.

## Profikarriere
Er begann seine Profikarriere 1985. Der schlagstarke und mit einem Weltklassekinn ausgestattete, aber boxerisch limitierte McCall wurde früh gegen Gegner gesetzt, die ihm nicht richtig lagen; so verlor er bereits in seinem zweiten Profikampf gegen Joey Christjohn nach Punkten. Es folgte eine wechselhafte Karriere mit einigen Niederlagen, unter anderem gegen James Douglas, Tony Tucker und Orlin Norris, aber auch Siegen gegen namhafte Gegner. So brachte er dem späteren WBA-Weltmeister Bruce Seldon 1991 seine erste Niederlage bei, ein K.-o.-Sieg in der neunten Runde.
1993 gelang ihm sein zweiter wichtiger Sieg, er schlug den ehemaligen WBO-Weltmeister Francesco Damiani vorzeitig.
Es war aber wohl vor allem seine Unterschrift bei Don King, die ihm am 24. September 1994 einen Titelkampf gegen WBC-Weltmeister Lennox Lewis einbrachte. McCall ging als klarer Außenseiter gegen den ungeschlagenen Lewis in den Kampf, konnte ihn jedoch in der zweiten Runde zu Boden schlagen. Zwar konnte Lewis wieder aufstehen und versuchte schwankend seine Kampfbereitschaft zu signalisieren, jedoch wurde der Kampf vom Ringrichter abgebrochen und McCall wurde dadurch zum neuen WBC-Weltmeister.
In seiner ersten Titelverteidigung im April 1995 gelang ihm ein knapper Punktsieg gegen den bereits 45-jährigen Larry Holmes, sein einziger wichtiger Punktsieg; im nächsten Kampf verlor er den Titel dann aber an Frank Bruno. Nach dem Kampf verweigerte er die Dopingkontrolle. Anschließend gewann er durch K. o. in der ersten Runde gegen den damals noch sehr unerfahrenen späteren WBC-Weltmeister Oleg Maskajew.
Im Rückkampf gegen Lewis am 7. Februar 1997, in dem es wieder um den mittlerweile vakanten WBC-Titel ging, erlitt er in der fünften Runde einen Nervenzusammenbruch. Er begann im Ring zu weinen und verteidigte sich nicht mehr gegen die Angriffe, so dass der Kampf schließlich abgebrochen wurde. Er war aber auch in diesem Kampf, wie in seiner gesamten Karriere, nicht am Boden.
McCall boxte weiter und blieb in den folgenden Jahren ungeschlagen, erhielt aber keine WM-Chance mehr. Am 17. November 2001 gewann er gegen den ehemaligen WBO-Weltmeister Henry Akinwande durch K. o. 2004 verlor er dann gegen DaVarryl Williamson nach Punkten.
Seine Punktniederlage am 15. Oktober 2005 gegen Juan Carlos Gómez wurde annulliert, nachdem Gómez in einer Dopingprobe die Einnahme von Kokain nachgewiesen wurde. Am 16. Juni 2007 besiegte er den Türken Sinan Şamil Sam in einem Ausscheidungskampf der WBC nach Punkten und gewann damit die Pflichtherausfordererposition des Verbandes. Jedoch bestritt er am 19. Oktober freiwillig noch einen Rückkampf gegen Gomez, den er abermals nach Punkten verlor. Dadurch gewann Gomez die Position des WBC-Pflichtherausforderers.
McCall wurde zeitweise von dem WBA-Weltmeister Greg Page trainiert, der 2009 an den Folgen einer schweren K.-o.-Niederlage starb.
Er gehört zu den ältesten Profi-Boxern in den Top 100 der aktuellen BoxRec-Weltrangliste.

## Sonstiges
McCall hat bereits mehrere Aufhalte in Drogenentzugskliniken hinter sich, seine Karriere wurde deshalb mehrmals unterbrochen. Im Januar 2006 wurde er in Nashville bei dem unbefugten Betreten eines Gebäudes verhaftet. Er versuchte vor der Polizei zu fliehen und bedrohte die Beamten, man fand außerdem eine geringe Menge Kokain bei ihm.